# (737) Arequipa
(737) Arequipa es un asteroide que forma parte del cinturón de asteroides y fue descubierto el 7 de diciembre de 1912 por Joel Hastings Metcalf desde Winchester, Estados Unidos.

## Designación y nombre
Arequipa fue designado al principio como 1912 QB.
Posteriormente, se nombró así por la ciudad peruana de Arequipa, sede del observatorio Boyden hasta 1927.

## Características orbitales
Arequipa está situado a una distancia media del Sol de 2,59 ua, pudiendo acercarse hasta 1,957 ua. Su excentricidad es 0,2445 y la inclinación orbital 12,37°. Emplea 1523 días en completar una órbita alrededor del Sol.